# Monterrey Open 2024
Il Monterrey Open 2024, conosciuto anche come Abierto GNP Seguros 2024 per motivi di sponsorizzazione, è stato un torneo femminile di tennis giocato sul cemento. È stata la 16ª edizione del torneo, per la prima volta facente parte della categoria WTA Tour 500 nell'ambito del WTA Tour 2024. Si è giocato al Club Sonoma di Monterrey in Messico, dal 19 al 24 agosto 2024. Per il primo anno, il torneo viene spostato dalla sua data abituale di febbraio ad agosto, nella settimana antecedente allo US Open.

## Partecipanti

### Teste di serie
| Nazionalità | Giocatrice               | Ranking* | Testa di serie |
| ----------- | ------------------------ | -------- | -------------- |
| Stati Uniti | Danielle Collins         | 10       | 1              |
| Stati Uniti | Emma Navarro             | 13       | 2              |
|             | Ekaterina Aleksandrova   | 26       | 3              |
|             | Anastasija Pavljučenkova | 28       | 4              |
| Ucraina     | Elina Svitolina          | 29       | 5              |
| Rep. Ceca   | Linda Nosková            | 31       | 6              |
| Cina        | Yuan Yue                 | 40       | 7              |
|             | Veronika Kudermetova     | 42       | 8              |
| Polonia     | Magdalena Fręch          | 48       | 9              |

* Ranking al 12 agosto 2024.

### Altre partecipanti
Le seguenti giocatrici hanno ricevuto una wild card per il tabellone principale:
- Elisabetta Cocciaretto
- Victoria Rodríguez

Le seguenti giocatrici sono entrate nel tabellone principale passando dalle qualificazioni:

- Anna Danilina
- Aleksandra Krunić
- Kateryna Volodko
- Carol Zhao

La seguente giocatrice è entrata in tabellone come lucky loser:
- Lina Glushko

### Ritiri
Prima del torneo
- Caroline Dolehide → sostituita da  Camila Osorio
- Jasmine Paolini → sostituita da  Nadia Podoroska
- Anastasija Pavljučenkova → sostituita da  Lina Glushko
- Julija Putinceva → sostituita da  Ajla Tomljanović
- Viktorija Tomova → sostituita da  Chloé Paquet
- Donna Vekić → sostituita da  Tatjana Maria
- Zhu Lin → sostituita da  Èlina Avanesyan

## Partecipanti al doppio

### Teste di serie
| Nazionalità | Giocatrice     | Nazionalità | Giocatrice        | Ranking* | Testa di serie |
| ----------- | -------------- | ----------- | ----------------- | -------- | -------------- |
| Messico     | Giuliana Olmos |             | Aleksandra Panova | 64       | 1              |
| Norvegia    | Ulrikke Eikeri | Indonesia   | Aldila Sutjiadi   | 66       | 2              |
| Cina        | Jiang Xinyu    | Giappone    | Makoto Ninomiya   | 86       | 3              |
| Kazakistan  | Anna Danilina  |             | Irina Chromačëva  | 88       | 4              |

* Ranking al 12 agosto 2024.

### Altre partecipanti
Le seguenti giocatrici hanno ricevuto una wild card per il tabellone principale:
- Julia García Ruiz /  Ana Karen Guadiana Campos

## Punti
| Evento    | V   | F   | SF  | QF  | 2T   | 1T | Q    | Q2   | Q1   |
| Singolare | 500 | 325 | 195 | 108 | 60   | 1  | 25   | 13   | 1    |
| Doppio    | 500 | 325 | 195 | 108 | N.D. | 1  | N.D. | N.D. | N.D. |

## Montepremi
| Evento    | V         | F        | SF       | QF       | 2T       | 1T      | Q2      | Q1      |
| Singolare | 142 000 $ | 87 655 $ | 51 204 $ | 26 955 $ | 13 710 $ | 9 830 $ | 8 060 $ | 4 835 $ |
| Doppio*   | 47 390 $  | 28 720 $ | 16 430 $ | 8 510 $  | N.D.     | 5 140 $ | N.D.    | N.D.    |

*per team

## Campionesse

### Singolare
Linda Nosková ha sconfitto in finale  Lulu Sun con il punteggio di 7-6(6), 6-4.
- É il primo titolo in carriera per Nosková.

### Doppio
Guo Hanyu /  Monica Niculescu hanno sconfitto in finale  Giuliana Olmos /  Aleksandra Panova con il punteggio di 3-6, 6-3, [10-4].